# Cadel Evans Great Ocean Road Race 2024 (mannen)
In 2024 vond bij de mannen de achtste editie plaats van de Cadel Evans Great Ocean Road Race. De achtste editie van deze wedstrijd vond bij de mannen plaats op 28 januari. Titelverdediger van deze wedstrijd was de Duitser Marius Mayrhofer, hij nam deze editie niet deel. Start en finish van deze wedstrijd waren in Geelong. Na 174 kilometer koers werd de winnaar besloten door een sprint naar de finish met ruim tien overgebleven renners. De destijds 21-jarige Nieuw-Zeelander Laurence Pithie trok in deze eindsprint aan het langste eind. Pithie was hier te snel voor Natnael Tesfatsion en Georg Zimmermann. De wedstrijd was na de Tour Down Under de tweede UCI World Tour wedstrijd van het seizoen.

## Uitslag
| Plaats  | Naam               | Ploeg                     | tijd     |
| ------- | ------------------ | ------------------------- | -------- |
| Winnaar | Laurence Pithie    | Groupama-FDJ              | 4u17'40" |
| 2       | Natnael Tesfatsion | Lidl-Trek                 | z.t.     |
| 3       | Georg Zimmermann   | Intermarché-Wanty         | z.t.     |
| 4       | Corbin Strong      | Israel-Premier Tech       | z.t.     |
| 5       | Jhonatan Narváez   | INEOS Grenadiers          | z.t.     |
| 6       | Axel Mariault      | Cofidis                   | z.t.     |
| 7       | Chris Hamilton     | Team DSM-Firmenich PostNL | z.t.     |
| 8       | Christian Scaroni  | Astana Qazaqstan Team     | z.t.     |
| 9       | Jonas Rutsch       | EF Education-EasyPost     | z.t.     |
| 10      | Louis Barré        | Arkéa-B&B Hotels          | z.t.     |

Mannen: 2015 · 2016 · 2017 · 2018 · 2019 · 2020 · 
2021-2022 · 2023 · 2024 · 2025
Vrouwen: 2015 · 2016 · 2017 · 2018 · 2019 · 2020 · 
2021-2022 · 2023 · 2024 · 2025
Tour Down Under ·
Great Ocean Road Race ·
Ronde van de Verenigde Arabische Emiraten ·
Omloop Het Nieuwsblad ·
Strade Bianche ·
Parijs-Nice · 
Tirreno-Adriatico · 
Milaan-San Remo ·
Ronde van Catalonië ·
Classic Brugge-De Panne ·
E3 Saxo Classic ·
Gent-Wevelgem ·
Dwars door Vlaanderen ·
Ronde van Vlaanderen ·
Ronde van het Baskenland ·
Parijs-Roubaix ·
Amstel Gold Race ·
Waalse Pijl ·
Luik-Bastenaken-Luik ·
Ronde van Romandië ·
Eschborn-Frankfurt ·
Ronde van Italië ·
Critérium du Dauphiné ·
Ronde van Zwitserland ·
Ronde van Frankrijk ·
Clásica San Sebastián ·
Ronde van Polen ·
Bretagne Classic ·
BEMER Cyclassics ·
Renewi Tour ·
Ronde van Spanje ·
GP van Quebec ·
GP van Montreal ·
Ronde van Lombardije ·
Ronde van Guangxi